# Nature Energy
Nature Energy — це щомісячний рецензований науковий журнал, присвячений дослідженням енергії та енергетики, який публікується Nature Portfolio.

## Цілі журналу
Забезпечення енергією є ключовим питанням у центрі сучасного суспільства: її джерела, спосіб використання, ресурсність і раціональність використання. Зростаюча потреба людства в енергії повинна відповідати постачанню та/або адаптуватися для її задоволення. Вирішення цих проблем є невід’ємною частиною багатьох галузей досліджень — як природничих, так і соціальних, поведінкових наук та економіки — і є центром уваги багатомільярдних світових індустрій.
Журнал Nature Energy, що публікується щомісяця, присвячений дослідженню всіх аспектів цієї постійної дискусії, від виробництва та зберігання енергії до її розподілу та управління, потреб і запитів різних учасників, а також впливу енергетичних технологій і політики на суспільство. Журнал має особливий інтерес до досліджень, які просувають наукові знання та інформують про розробку технологій і рішень наступного покоління. Nature Energy забезпечує форум для всіх сторін, які працюють в сфері енергетики, щоб зібратися разом і дізнатися про різні аспекти цього сектора.
Головний редактор — Нікі Дін.
Окрім публікації оригінальних досліджень, Nature Energy публікує коментарі, точки зору, огляди, новини та погляди, характеристики та листування з усього спектру дисциплін, пов’язаних з енергетикою.

## Тематика та сфера застосування
Теми, які висвітлюються в журналі, включають:
- Сонячна енергія
- Вітроенергетика
- Енергія морських хвиль
- Геотермальна енергетика
- Гідроелектроенергетика
- Пристрої збору енергії
- Атомна енергетика
- Паливні елементи
- Воднева енергетика
- Транспортне паливо
- Біоенергетика та біопаливо
- Акумулятори
- Суперконденсатори
- Електрокаталіз і фотокаталіз
- Уловлювання та зберігання вуглецю
- Економіка енергетики та фінанси
- Енергетична політика
- Енергія і поведінка
- Енергетична безпека
- Доступ до енергії
- Енергетична справедливість
- Енергетичні мережі

## Реферування та індексування
Відповідно до Journal Citation Reports, імпакт-фактор журналу на 2021 рік становить 67,439, що ставить його на 1-е місце серед 119 журналів у категорії «Енергія та паливо»  та 2-е з 345 журналів у категорії «Матеріалознавство, мультидисциплінарне».

## Визначні дослідження
- Рекорд ККД 2017 року (26,6%) в технології сонячних батарей опубліковано в Nature Energy.[6]